# 東列治文高地 (加利福尼亞州)
東列治文高地（英語：East Richmond Heights）是位於美國加利福尼亞州康特拉科斯塔縣的一個人口普查指定地區。

## 地理
東列治文高地的座標為37°56′42″N 122°18′49″W / 37.94500°N 122.31361°W，而該地最高點為海拔高度118米（即387英尺）。

## 人口
根據2010年美國人口普查的數據，東列治文高地的面積為1.503平方千米，當中陸地面積為1.503平方千米，而水域面積為0.000平方千米。當地共有人口3280人，而人口密度為每平方千米2,182人。